# Pyrrholaemus
Pyrrholaemus – rodzaj ptaków z podrodziny buszówek (Acanthizinae) w obrębie rodziny buszówkowatych (Acanthizidae).

## Zasięg występowania
Rodzaj ten obejmuje gatunki występujące w Australii.

## Morfologia
Długość ciała: 10,5–12,5 cm, masa ciała: 12–13,5 g.

## Systematyka
Rodzaj zdefiniował w 1841 roku angielski zoolog John Gould na łamach „Proceedings of the Zoological Society of London”. Gatunkiem typowym jest pustkowik rdzawogardły (Pyrrholaemus brunneus).

### Etymologia
- Pyrrholaemus (Pyrrholoemus): gr. πυρρος purrhos „kolor płomienny, czerwony”, od πυρ pur, πυρος puros „ogień”; λαιμος laimos „gardło”[9].
- Chthonicola (Chtonicola): gr. χθων khthōn, χθονος khthonos „ziemia, grunt”; łac. -cola „mieszkaniec”, od colere „mieszkać”[10]. Typ nomenklatoryczny: Anthus minimus Vigors & Horsfield, 1827 (= Sylvia sagittata Latham, 1801).
- Senurus: etymologia niejasna, Reichenbach nie podał znaczenia nazwy rodzajowej[11]. Typ nomenklatoryczny: Sylvia sagittata Latham, 1801.

### Podział systematyczny
Do rodzaju należą następujące gatunki:
- Pyrrholaemus brunneus Gould, 1841 – pustkowik rdzawogardły
- Pyrrholaemus sagittatus (Latham, 1801) – pustkowik plamkowany